# Суженка
Суженка (укр. Суженка) — село на Украине, находится в Никольском районе Донецкой области.
Код КОАТУУ — 1421781105. Почтовый индекс — 87060. Телефонный код — 6246. В селе родился Дорофеев Иван Николаевич — Герой Советского Союза.

## Население
- 1908 — 249 чел.
- 2001 — 117 чел. (перепись)

В 2001 году родным языком назвали:
- украинский язык — 105 чел. (89,74 %)
- русский язык — 12 чел. (10,26 %)

## Адрес местного совета
87060, Донецкая область, Никольский р-н, с. Боевое, ул. Сенатосенко, 74 г, 2-51-31